# Agüimes
Agüimes es una localidad y municipio español perteneciente a la isla de Gran Canaria, en la provincia de Las Palmas, comunidad autónoma de Canarias. Forma parte de la Mancomunidad del Sureste de Gran Canaria.

## Toponimia
El municipio toma su nombre de su cabecera municipal, que a su vez es una voz de procedencia aborigen.
También aparece en la documentación histórica con las variantes Agüimez y Aguymes.
En cuanto a su posible significado, el profesor Juan Álvarez Delgado propone su relación con las voces aborígenes Güime de Lanzarote y Güímar de Tenerife. Para dicho autor, la traducción de estos términos desde el verbo tuareg egmed, 'saltar', 'lanzar', 'sobresalir', 'ser engrandecido'.
El filólogo Ignacio Reyes propone la traducción de Agüimes como 'embeleso, encanto, hechizo', y por extensión 'santidad' o 'lugar de especial virtud', desde una forma primitiva agūmăs.

## Símbolos
Agüimes cuenta con escudo heráldico, bandera y pendón municipales oficiales.

### Escudo
El escudo heráldico fue aprobado por Decreto de 22 de marzo de 1957, siendo su descripción:

Escudo cortado. Primero, de plata, una barra de gules, resaltada de un castillo en su color cargado de un árbol de sinople y un perro atado al tronco, de sable; segundo de oro, un haz luminoso de plata saliente de la diestra, resaltado de una nao en su color puesta sobre ondas de azur y resaltada a su vez de una palmera de sinople, cargada de una corona antigua de oro y acompañada de dos panelas de gules. Al timbre, corona real abierta cargada con una letra «G» de sable. El escudo, rodeado por un cordón episcopal. Como adornos exteriores, dos ramas de palma. Bajo la punta, cinta de plata con la leyenda Cámara Episcopal de la Villa de Agüimes en letras de sable.

### Bandera
La bandera municipal fue aprobada por el ayuntamiento el 28 de enero de 2002, constando de «paño azul celeste, con una espiga de trigo amarilla en el centro».

### Pendón
El pendón fue igualmente aprobado en la misma sesión plenaria, siendo cuadrado, de color azul celeste y con el escudo en el centro.

## Geografía
Agüimes se localiza en el sureste de la isla de Gran Canaria, a 28,5 km de la capital insular. Limita con los municipios de Ingenio y Santa Lucía de Tirajana.
Con 79,28 km² de superficie, el municipio se sitúa en el 7.º puesto en extensión de la isla.
En cuanto a la altitud del municipio, el casco urbano de Agüimes se ubica a 270 m s. n. m. (metros sobre el nivel del mar). La altitud máxima del término se sitúa a 1673 m s. n. m. en un punto del barranquillo del Agua del Orián.

### Clima
El municipio de Agüimes presenta un clima seco árido cálido, de acuerdo con la clasificación de Köppen.
El mes más cálido es agosto, con una temperatura media de 23 °C, siendo el más frío enero, con 16 °C. La temperatura media anual es de 19.3 °C.
En cuanto a las precipitaciones, el municipio registra un promedio de 184 mm (milímetros) al año, siendo el mes más lluvioso diciembre con 40 mm, y el más seco agosto, en que las precipitaciones son nulas.

### Zonas protegidas
El municipio cuenta con superficie incluida en la Red Canaria de Espacios Naturales Protegidos, incluyéndose íntegramente en su término el paisaje protegido de Montaña de Agüimes y el monumento natural de Arinaga. Además, comparte con los municipios limítrofes los monumentos naturales del Barranco de Guayadeque y del Roque de Aguayro, así como la reserva natural especial de Los Marteles.
La superficie de la reserva de Los Marteles, así como los monumentos del Guayadeque y Arinaga se hallan incluidos asimismo en la Red Natura 2000 como Zonas Especiales de Conservación —ZEC—, a las que se añaden una franja marítima comprendida entre la punta de la Sal al norte y el espigón del puerto de Arinaga al sur, y la zona litoral entre la montaña de La Cerca y la montaña de Arinaga, incluyendo la playa de Vargas.

## Historia
El territorio agüimense alberga diversos asentamientos prehispánicos de gran importancia: el propio casco histórico de Agüimes, Guayadeque o Temisas.
El moderno Agüimes fue fundado en 1491 sobre un importante asentamiento aborigen después de terminada la conquista castellana de Gran Canaria. Fue creado como villa bajo señorío episcopal por orden de los Reyes Católicos, y otorgado a la Iglesia como compensación por la colaboración de esta durante la conquista. El levantamiento (motín) del pueblo de Agüimes del 3 de noviembre de 1718 recibió el apoyo del mismo Rey Felipe V. concediendoles nuevas tierras y fundando los municipios de Santa Lucía de Tirajana, Vecindario, Ingenio y San Bartolomé de Tirajana y Arguineguín.
Su riqueza hídrica, gracias a los cursos de agua provenientes de la cuenca del barranco de Guayadeque, permitió tras la conquista los primeros cultivos de caña de azúcar. Más modernas son las explotaciones de tomate y pepino en la zona de Arinaga destinadas a la exportación.
Al igual que en el resto del sureste de Gran Canaria, parte de la población de Agüimes optó en el pasado por la emigración a Cuba, Puerto Rico y otros países de América. Actualmente es una zona de inmigración, beneficiada por el auge del turismo en el sur de la isla y de otras actividades de servicios. Hay que señalar además la pujanza de la zona industrial de Arinaga, en torno al puerto homónimo.

## Demografía
Agüimes cuenta con una población de 33 179 habitantes (INE 2024).
| Gráfica de evolución demográfica de Agüimes entre 1842 y 2021                                                       |
| |
| Población de derecho según los censos de población del INE Población de hecho según los censos de población del INE |

| Entidad                     | Habitantes | Varones | Mujeres |
| --------------------------- | ---------- | ------- | ------- |
| Agüimes (capital municipal) | 5547       | 2797    | 2750    |
| La Banda                    | 560        | 291     | 269     |
| Los Corralillos             | 247        | 134     | 113     |
| Cruce de Arinaga            | 10454      | 5205    | 5249    |
| Cuartería El Uno            | 15         | 9       | 6       |
| La Goleta                   | 575        | 298     | 277     |
| Montaña Los Vélez           | 1663       | 840     | 823     |
| Montaña San Francisco       | 93         | 47      | 46      |
| Playa de Arinaga            | 10035      | 5085    | 4950    |
| Polígono de Arinaga         | 1239       | 642     | 598     |
| Las Rosas                   | 574        | 303     | 271     |
| Temisas                     | 298        | 161     | 137     |
| Vargas                      | 319        | 172     | 147     |

## Administración y política

### Gobierno municipal
El Ayuntamiento de Agüimes está compuesto por el alcalde-presidente y veinte concejales.
| Periodo   | Nombre                 | Partido | Partido       |
| --------- | ---------------------- | ------- | ------------- |
| 1979-1983 | Antonio Muñiz González |         | Roque Aguayro |
| 1983-1987 | José Armas Rodríguez   |         | Roque Aguayro |
| 1987-2015 | Antonio Morales Méndez |         | Roque Aguayro |
| 2015-act. | Óscar Hernández Suárez |         | Roque Aguayro |

| Partido político                         | 2023  | 2023  | 2023       | 2019  | 2019  | 2019       | 2015  | 2015   | 2015       | 2011  | 2011  | 2011       | 2007  | 2007  | 2007       |
| Partido político                         | %     | Votos | Concejales | %     | Votos | Concejales | %     | Votos  | Concejales | %     | Votos | Concejales | %     | Votos | Concejales |
| Roque Aguayro (RA)                       | 53,58 | 7854  | 14         | 61,66 | 8799  | 16         | 72,59 | 10 754 | 17         | 64,19 | 8959  | 14         | 66,52 | 9035  | 15         |
| Partido Socialista Obrero Español (PSOE) | 12,70 | 1862  | 3          | 12,22 | 1744  | 3          | 6,70  | 992    | 1          | 6,44  | 899   | 1          | 9,53  | 1294  | 2          |
| Coalición Canaria (CC)                   | 10,71 | 1570  | 2          | 7,25  | 1035  | 1          | 7,80  | 1156   | 1          | 13,52 | 1887  | 3          | 6,02  | 818   | 1          |
| Vox                                      | 7,27  | 1066  | 2          | —     | —     | —          | —     | —      | —          | —     | —     | —          | —     | —     | —          |
| Partido Popular (PP)                     | 4,91  | 721   | 0          | 4,95  | 707   | 0          | 7,07  | 1048   | 1          | 14,38 | 2007  | 3          | 13,60 | 1847  | 3          |
| Podemos-Izquierda Unida (IU)             | 2,53  | 372   | 0          | 4,70  | 672   | 0          | 5,09  | 754    | 1          | —     | —     | —          | —     | —     | —          |
| Ciudadanos (CS)                          | 2,23  | 327   | 0          | 7,52  | 1073  | 1          | —     | —      | —          | —     | —     | —          | —     | —     | —          |

### Organización territorial

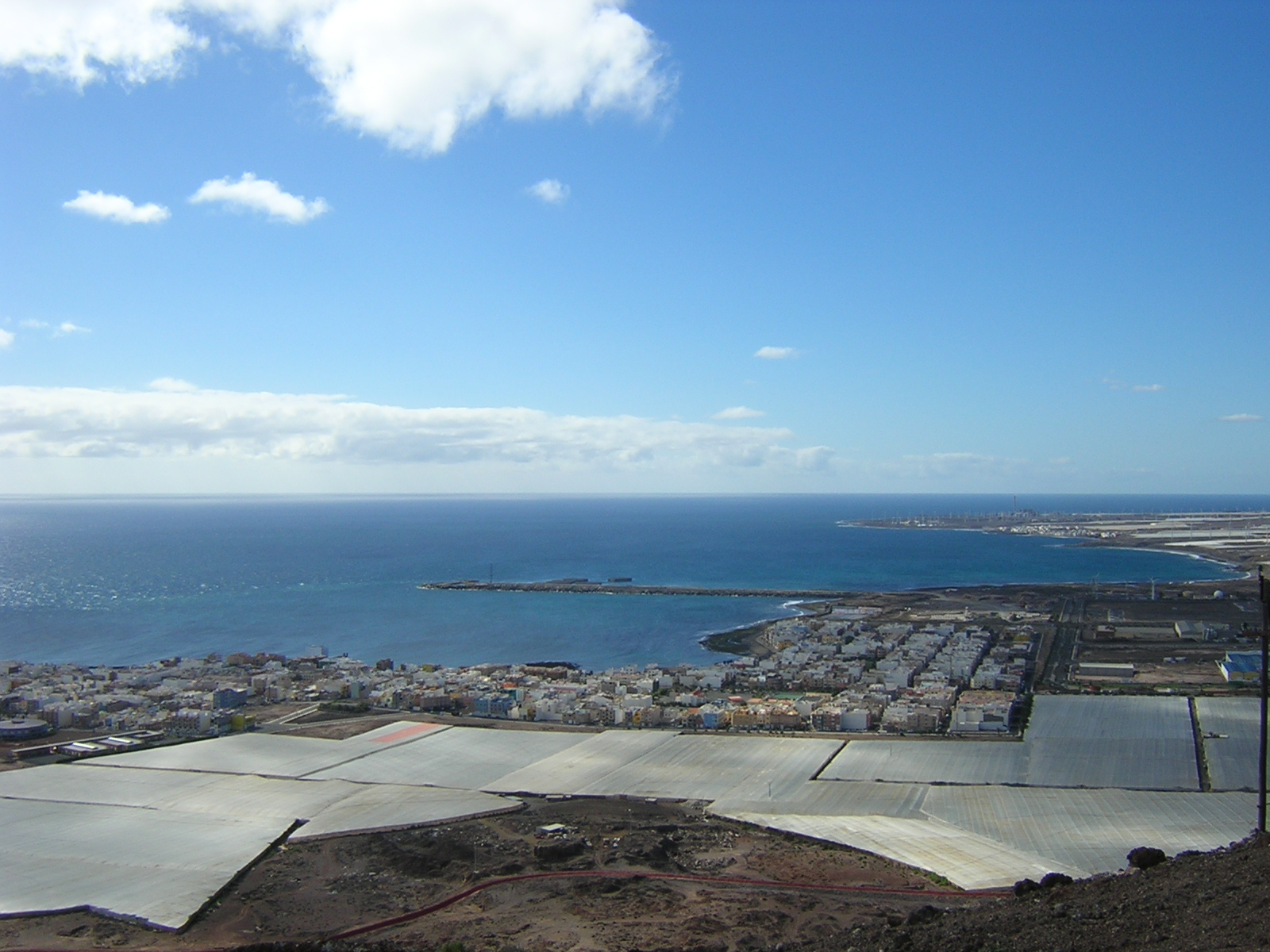
Playa de Arinaga, zona costera

Agüimes se divide en las siguientes entidades singulares o localidades y sus correspondientes núcleos:
- Agüimes: Agüimes (casco) y Cueva Bermeja.
- La Banda: La Banda y Llano Blanco.
- Los Corralillos.
- Cruce de Arinaga: El Cabezo, Cruce de Arinaga, Pie de la Cuesta y Polígono industrial de Arinaga.
- Cuartería El Uno.
- La Goleta.
- Montaña San Francisco.
- Montaña Los Vélez: Montaña Los Vélez y Las Palmillas.
- Playa de Arinaga: Playa de Arinaga y Playa del Cabrón.
- Polígono de Arinaga: Los Espinales, polígono residencial de Arinaga y polígono industrial de Arinaga.
- Las Rosas: La Laguna, Las Rosas y Rosas Viejas.
- Temisas.
- Vargas: Edén y El Oasis.

## Economía
Sector primario
Agüimes conserva actividad agrícola con explotaciones en invernadero en su zona costera, donde se producen sobre todo tomates y plantas ornamentales. En las localidades de Temisas y Los Corralillos abundan las pequeñas fincas familiares dedicadas sobre todo al cultivo de patatas, cítricos, frutales subtropicales, olivos y viña.
También cuenta con abundantes explotaciones ganaderas de pequeño tamaño, con ganado caprino, vacuno y porcino principalmente.
Sector secundario
El municipio cuenta con el polígono industrial de Arinaga y la zona industrial de Espinales, donde se alojan más de setecientas empresas.
Sector terciario
En cuanto al sector servicios, aparte del pequeño comercio y la restauración, Agüimes cuenta en el casco de la villa con un hotel convencional ubicado en el antiguo ayuntamiento, y uno rural en lo que fuera un establo para camellos. Asimismo, posee varias casas dedicadas al turismo rural repartidas tanto en el casco urbano como en el barrio de Temisas.

## Transporte
Carreteras
El municipio queda conectado principalmente por la autopista del Sur GC-1 y por las carreteras GC-191 y GC-100.
Transporte marítimo
En la costa del municipio se encuentra el puerto de Arinaga, destinado a dar servicio a las industrias de la zona anexa.

## Cultura

### Patrimonio

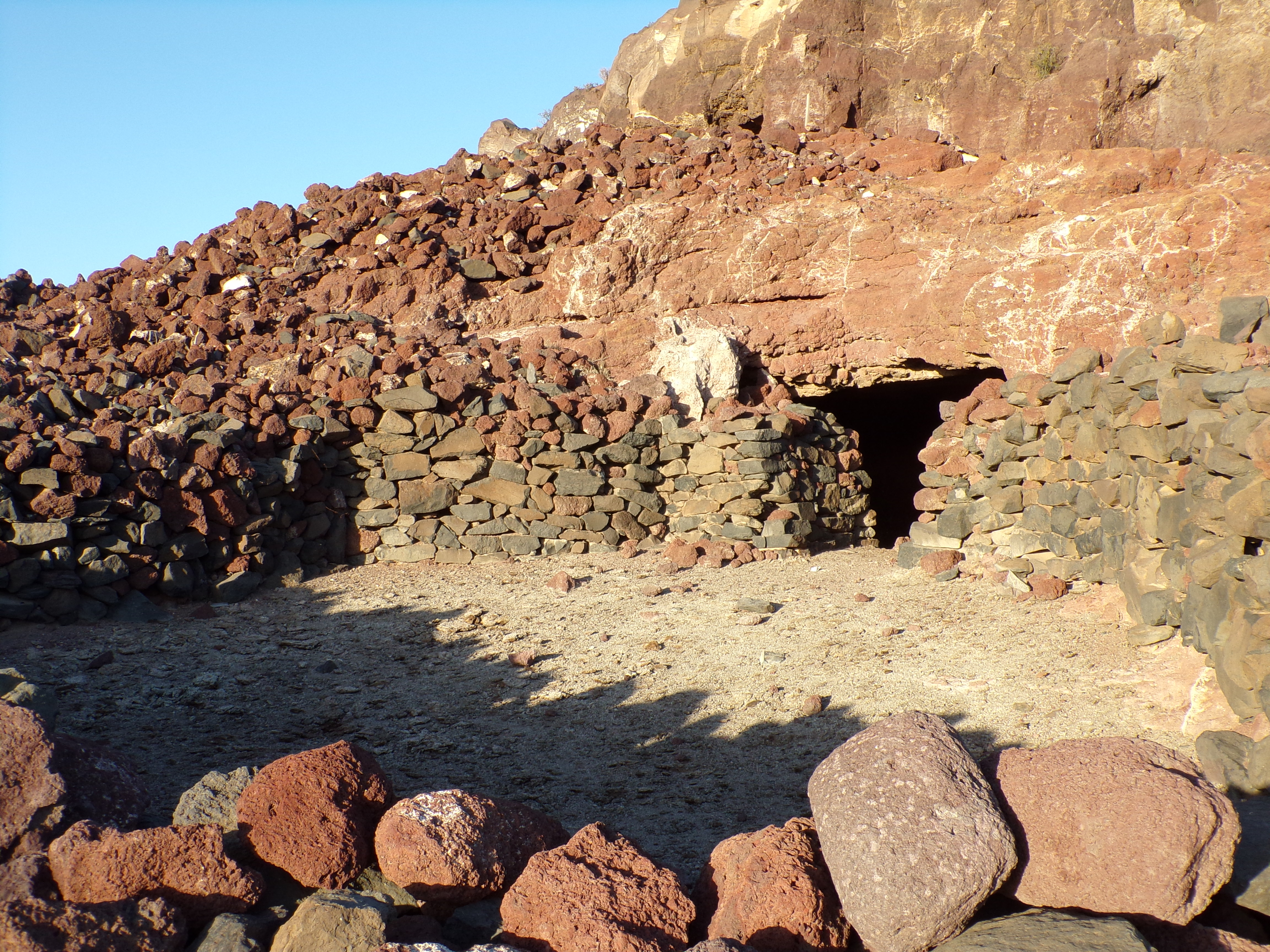
Yacimiento de Morros de Ávila

En el término municipal se encuentran varios elementos patrimoniales de valor:
Arqueológico
- Granero de Cuevas Muchas
- Cuevas de Morros de Ávila (BIC)
- Grabados rupestres del barranco de Balos (BIC)
- Yacimientos del barranco de Guayadeque (BIC)
- Cuevas y graneros de La Audiencia (BIC)
- Cuevas del Gigante
- Cuevas y «conchero» de Montaña de Arinaga

Religioso
- Iglesia de san Sebastián (BIC)
- Iglesia de san Miguel de Temisas
- Capilla de Cueva Bermeja

Civil

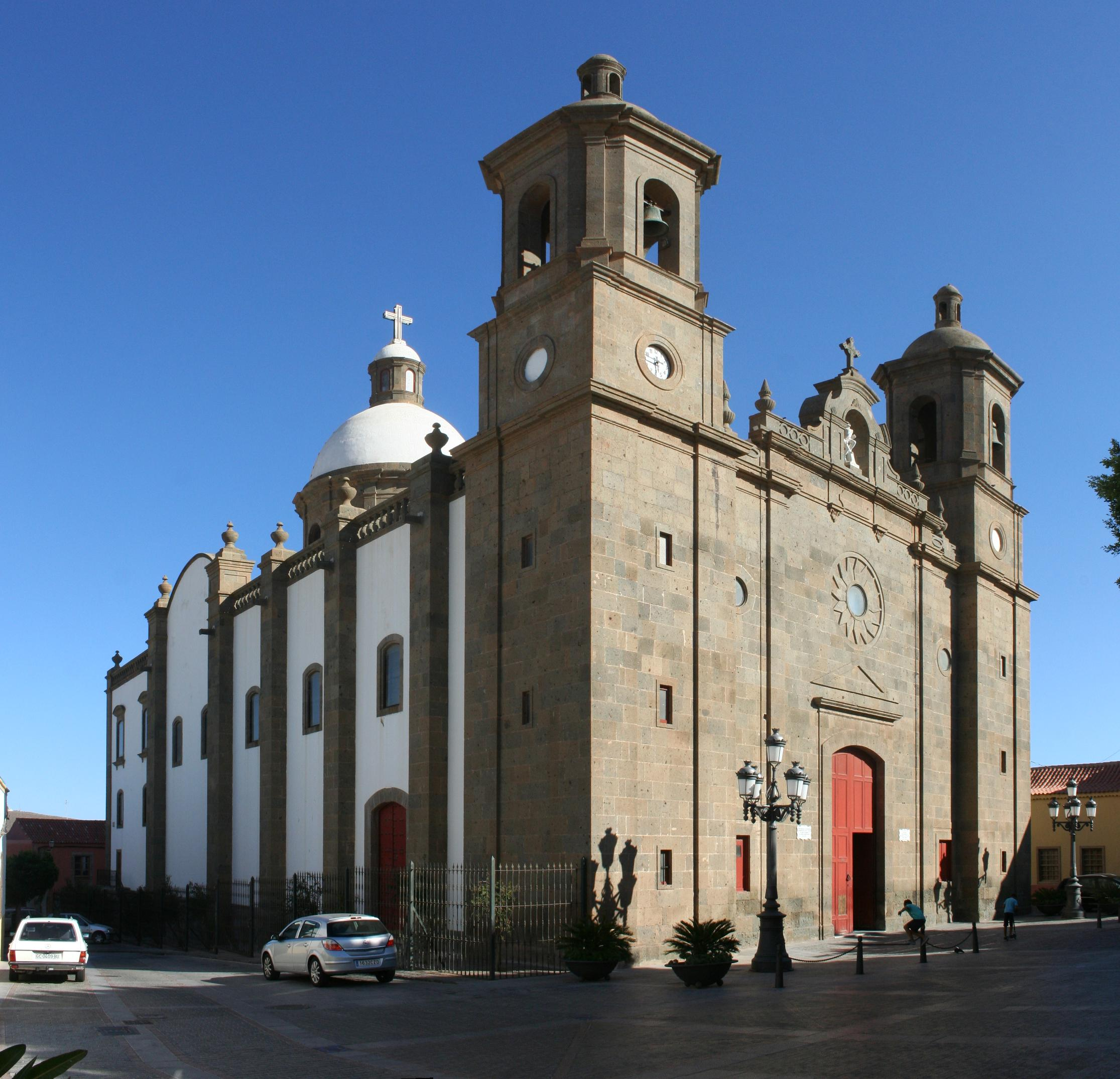
Templo de san Sebastián

- Casco histórico de la villa de Agüimes (BIC)
- Barrio de Temisas (BIC)
- Hornos de cal de Arinaga
- Salinas de Arinaga
- Faro de Punta de Arinaga

Natural
- Barranco de Guayadeque
- Montaña de Arinaga
- Montaña de Agüimes
- Roque Aguayro
- Playa de Vargas
- Playa del Cabrón

### Museos y observatorios
- Museo canario de meteoritos, de propiedad privada.[19]
- Observatorio Astronómico de Temisas

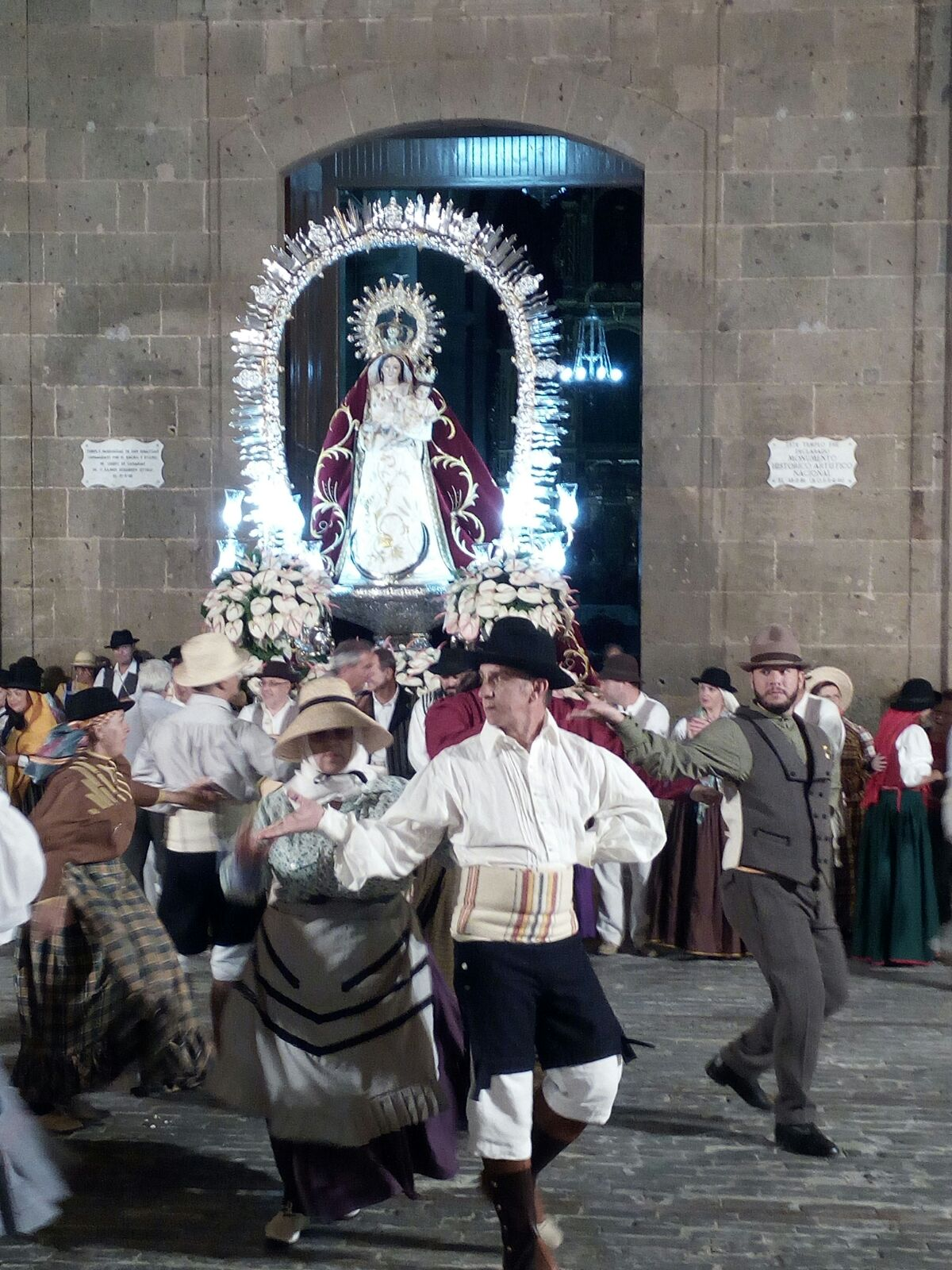
Fiesta del Rosario

### Festividades y tradiciones
En el municipio se celebran diversas fiestas, siendo días festivos locales el lunes posterior a la festividad de San Sebastián, y el 7 de marzo, jueves de Carnaval.
Las principales fiestas que se desarrollan en Agüimes son las dedicadas al patrón de la localidad, San Sebastián, y a la compatrona, la virgen del Rosario. Las primeras se llevan a cabo en enero, mientras que las segundas se desarrollan entre septiembre y octubre.
Las fiestas de Ntra. Sra. del Rosario están declaradas de Interés Turístico Nacional, y en ellas destacan los actos populares de la Traída del Agua y del Gofio, que rememoran la antigua costumbre de llevar al molino de agua ubicado en el barranco de Guayadeque el cereal para molerlo. También se lleva a cabo una romería.
Otras fiestas de la localidad son las realizadas en honor a san José obrero en Cruce de Arinaga entre abril y mayo, donde se rinde homenaje al mundo del pastoreo y el aparcero.
En Playa de Arinaga se realizan festejos en honor a la virgen del Pino entre agosto y septiembre, destacando la denominada Vará del pescao, durante la cual se hace una simulación de la llegada de los pescadores al puerto, donde esperan los vecinos y se asan las sardinas traídas al son de la música.
En el núcleo de Cueva Bermeja, en el barranco de Guayadeque, se celebran las fiestas de san Bartolomé, con la realización del Beñesmén, durante el cual se lleva a cabo una representación de cultos aborígenes.